# Pavle Marković-Adamov
Pavle Marković-Adamov nebo Paja Marković-Adamov (3. listopadu 1855 Novi Karlovci, Srbsko – 27. ledna 1907 Sremski Karlovci), byl srbský učitel, redaktor, prozaik, básník, dramatik a překladatel.

## Život
Jeho akademická dráha zahrnovala studia v Novim Karlovci a Novém Sadu, navštěvoval filosofickou fakultu v Grazu a ve Vídni. Po ukončení studií začal působit jako profesor na gymnáziu v Karlovcích, kde vyučoval srbskou, latinskou a řeckou literaturu. Kromě těchto jazyků uměl také německy, maďarsky a česky.
Pavle Marković-Adamov založil v roce 1895 a do své smrti vedl literární časopis Brankovo kolo, který v průběhu let uváděl překlady děl Antona Pavloviče Čechova, Lva Tolstého, Aleksandra Sergejeviče Puškina a Nikolaje Vasiljeviče Gogola.
Byl jedním z iniciátorů převozu ostatků básníka Branka Radičeviće z Vídně do Stražilova v roce 1883.
Raná literární činnost Markoviće-Adamova měla podobu překladů Friedricha Schillera, Heinricha Heineho a dalších básníků v plném respektu k romanticko-lyrickému duchu. I jeho první mladické verše obsažené ve svazku Písně naděje (Nadanove pesme) sledovaly romantický styl. Jestliže první prózy zdůrazňovaly romantickou atmosféru, Marković-Adamov brzy rozvinul svůj styl blížící se naturalistickému psaní, jehož zdroj čerpal z každodenní reality rolnického světa.
Jeho příběhy shromážděné v Obrazech a postavách srbského života (Slike i prilike iz srpskoga života) a ve dvou dílech Na selu i prelu, se vyznačovaly charakterizací postav a scén převzatých z venkovského světa, i když psaní mělo sentimentální prvky a moralistické účely. Z dalších jeho děl lze jmenovat román Duch věků (Duh vremena) a drama Pop Dobroslav, uvedené v Národním divadle v Bělehradě v roce 1895.

## Dílo
- Nadanove pesme, 1877
- Slike i prilike iz srpskoga života, 1883
- Na selu i prelu: slike i prilike iz srpskog narodnog života – Novi Sad: Izdanje uredništva Stražiloba, 1886–1888
- Duh vremena, 1895
- Pop Dobroslav, 1895

### V češtině
- Jihoslovanské povídky – [August Šenoa; Janko M. Veselinović; Pavle Marković-Adamov]; z chorvatštiny přeložil Jan Hudec. Praha: František Šimáček, 1890
- Kruna – př. Jan Hudec; in: 1000 nejkrásnějších novel... č. 10. Praha: J. R. Vilímek, 1911